# Ếch lưng ráp
Ếch lưng ráp (tên khoa học Amolops cremnobatus) là một loài ếch trong họ Ranidae. Chúng được tìm thấy ở Lào và Việt Nam.
Các môi trường sống tự nhiên của chúng là các khu rừng ẩm ướt đất thấp nhiệt đới hoặc cận nhiệt đới, rừng mây ẩm nhiệt đới và cận nhiệt đới, và sông. Loài này ngày càng hiếm gặp do mất môi trường sống.